# باول شنايدر (مخرج)
باول شنايدر (بالإنجليزية: Paul Schneider)‏ هو منتج أفلام ومخرج أمريكي، ولد في القرن العشرين.

## وصلات خارجية
- بول شنايدر على موقع IMDb (الإنجليزية)
- بول شنايدر على موقع ألو سيني (الفرنسية)
- بول شنايدر على موقع أول موفي (الإنجليزية)
- بول شنايدر على موقع قاعدة بيانات الأفلام السويدية (السويدية)
- بول شنايدر على موقع قاعدة بيانات الفيلم (الإنجليزية)
- بول شنايدر على موقع كينوبويسك (الروسية)